# Stichopogon obscurus
Stichopogon obscurus là một loài ruồi trong họ Asilidae. Stichopogon obscurus được Hardy miêu tả năm 1928. Loài này phân bố ở miền Australasia.